# Forte Fratello Minore
Forte Fratello Minore è un'opera fortificata che si trova sulle alture di Bolzaneto, in Val Polcevera. 
Il forte, esterno alle "Mura Nuove di Genova", sorge sulla vetta del Monte Spino (622 m slm), una delle due collinette che formano la cima del monte popolarmente chiamato “Due Fratelli” , in posizione dominante sulla Val Polcevera.

## Descrizione
Il forte Fratello Minore fa parte di una serie di fortificazioni esterne alla cinta muraria seicentesca che comprendeva anche i forti Puin, Diamante e Fratello Maggiore.
Il forte, che domina la valle del Polcevera e del suo affluente Torbella, sorge su una linea difensiva secondaria che si dirama dalla dorsale principale a poca distanza dal forte Puin.
Il Forte Fratello Minore è costituito da una torre quadrata inserita all'interno di un recinto bastionato, originariamente accessibile mediante un ponte levatoio, oggi non più esistente. Dall'ingresso una rampa, originariamente acciottolata, porta all'ingresso della torre.
Al piano terra si aprono numerose feritoie per la fucileria, che appaiono rialzate rispetto al pavimento: in caso di necessità, vi veniva posizionata una piattaforma in legno per i fucilieri, mentre normalmente il locale era completamente libero e poteva essere adibito a dormitorio.
Il vano seminterrato, oggi ingombro di detriti, ospitava una riservetta (deposito munizioni).
La torre ha una volta a botte di oltre 2 metri di spessore, a prova di bomba.
La struttura ospitava una guarnigione di 12 soldati, che potevano arrivare a 40 in caso di necessità.
La dotazione d'artiglieria comprendeva tre cannoni da 12 GRC Ret puntati verso la Val Polcevera (dei quali sono ancora visibili i resti delle piazzole), ed un altro più piccolo rivolto verso il Fratello Maggiore. Il magazzino a polvere poteva contenere 1.200 kg di esplosivo.

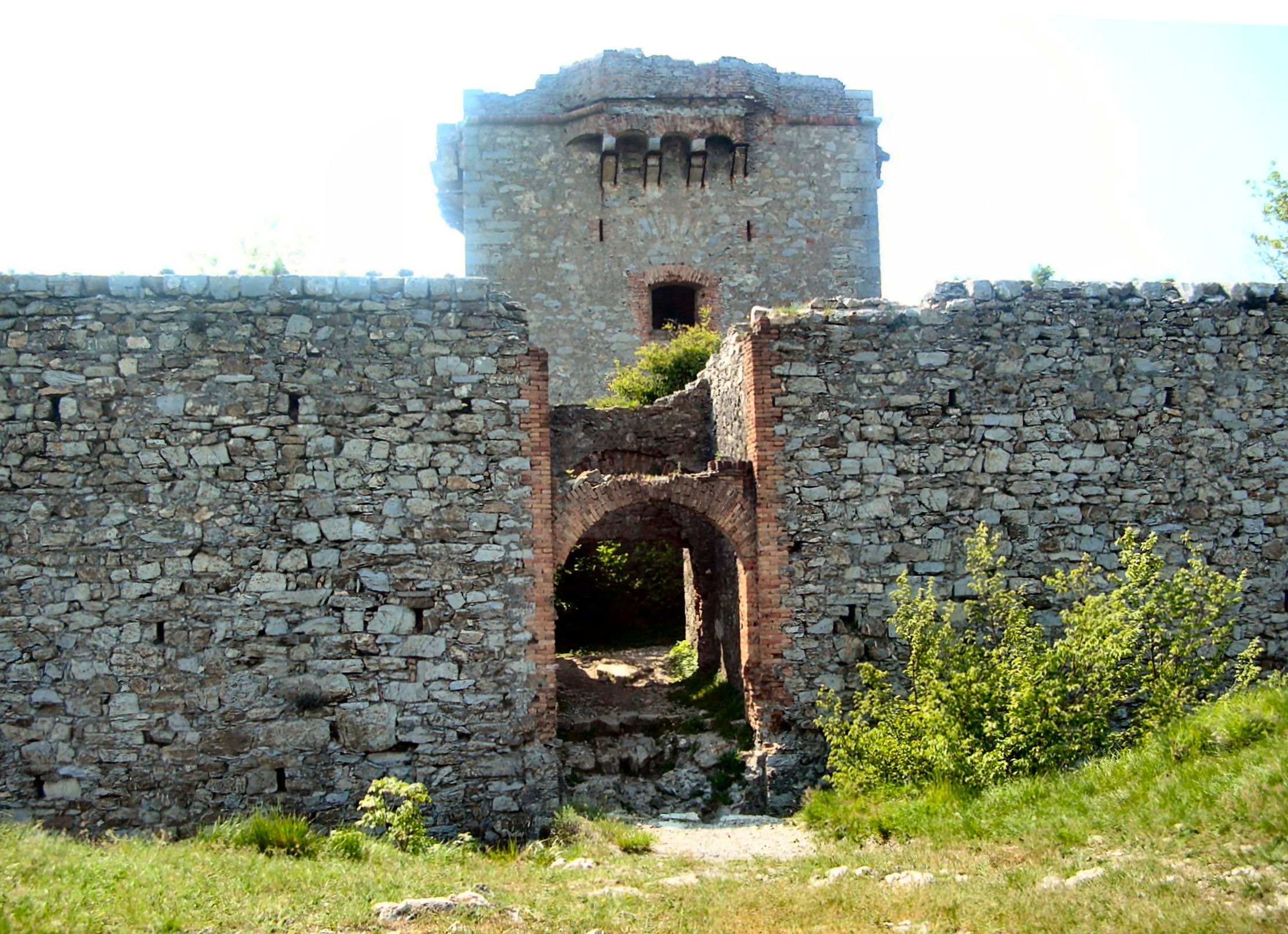
L’ingresso del forte
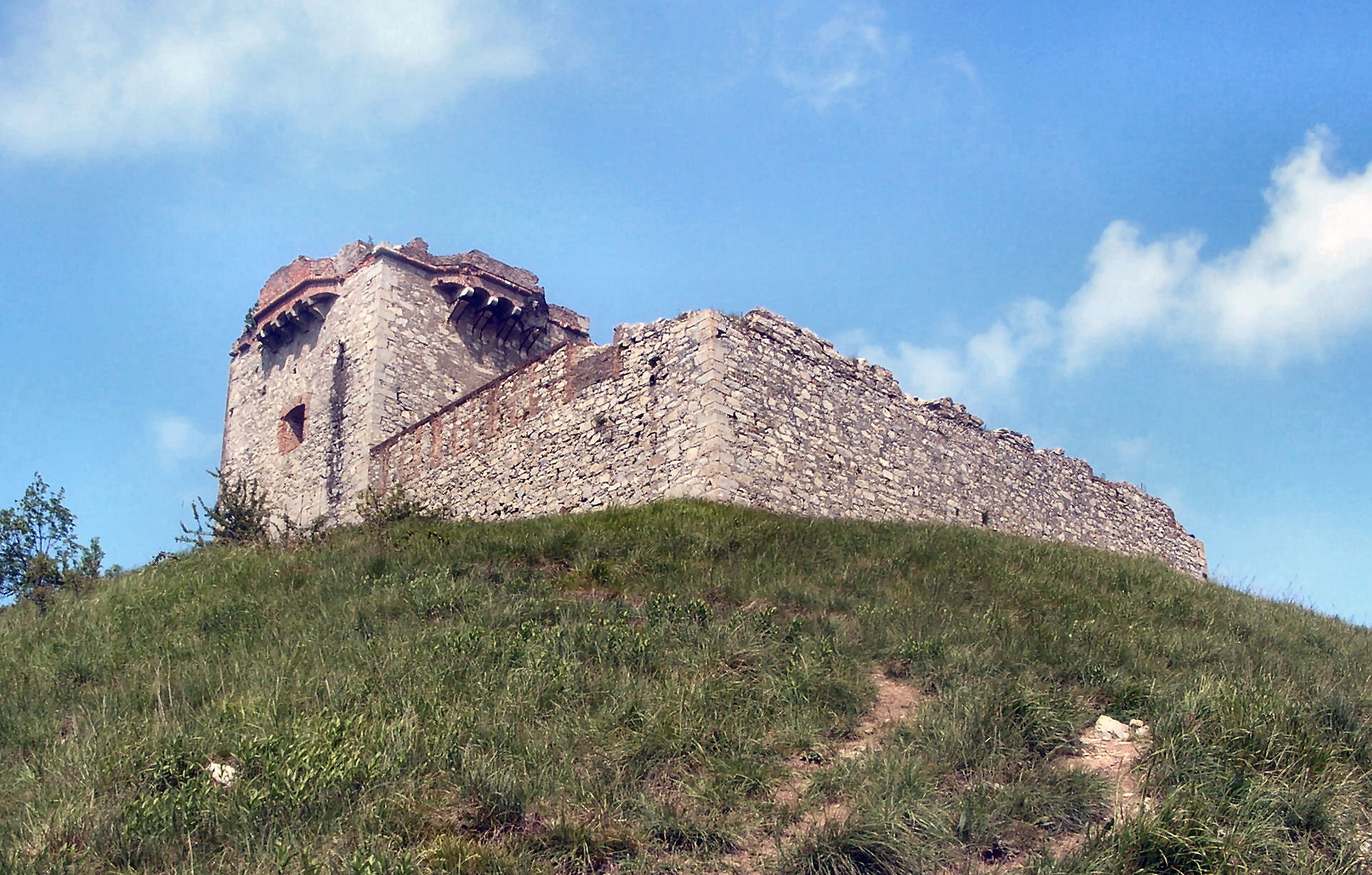
La cinta bastionata
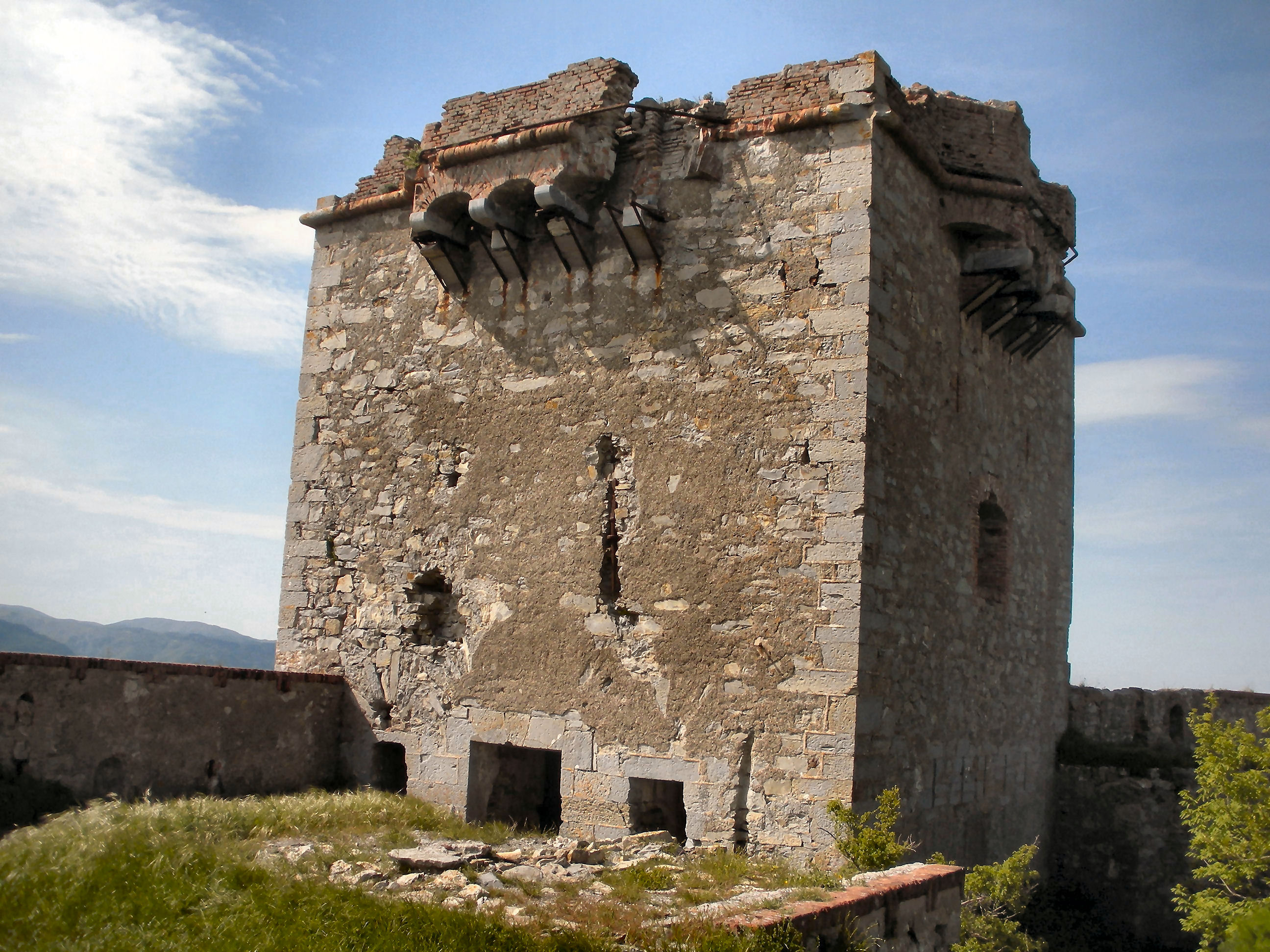
La torre

## Storia

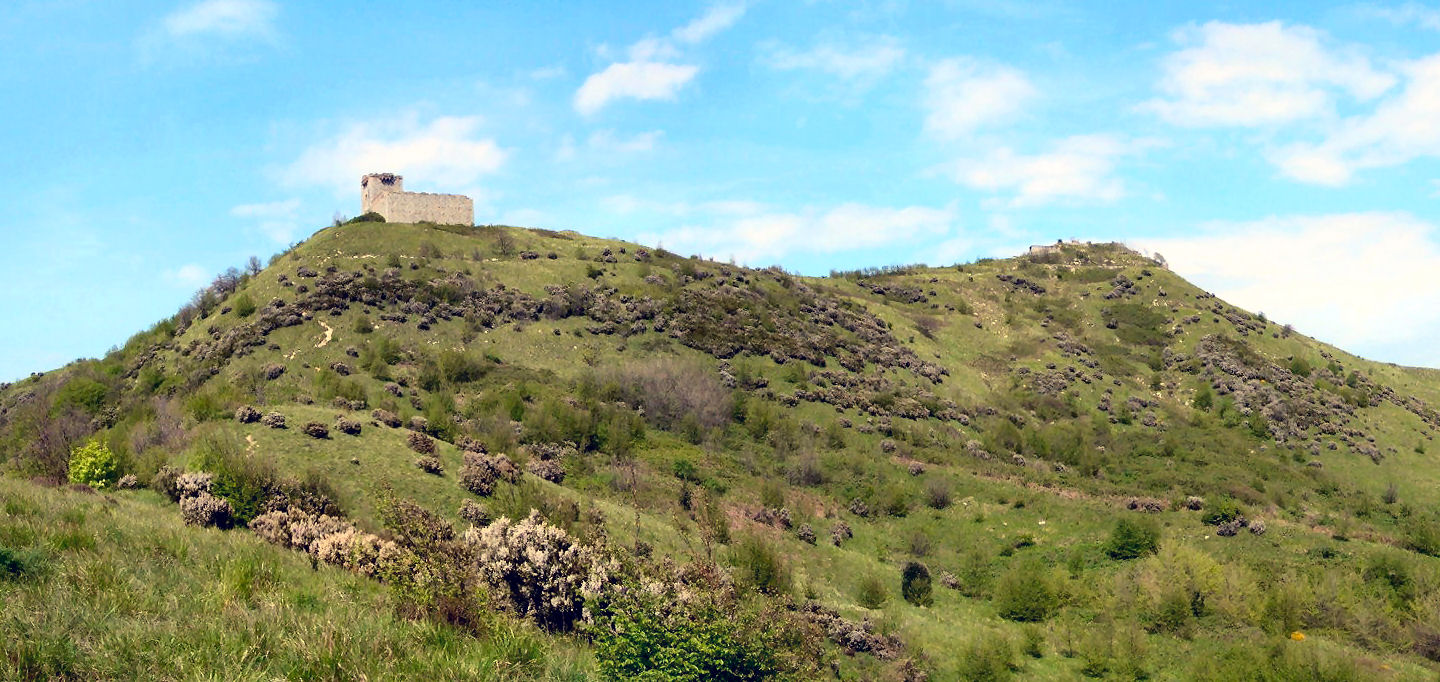
Veduta d’insieme dei “Due Fratelli”

I rilievi noti come  “Due Fratelli” rivestirono un importante ruolo strategico già durante l'assedio del 1747, quando il responsabile delle fortificazioni della Repubblica di Genova, il maresciallo De Sicre, vi fece collocare delle postazioni d'artiglieria dei genovesi puntate verso il monte Diamante, occupato dagli austriaci.
Queste postazioni erano protette da una linea trincerata, dalla quale si diramavano altre trincee di sbarramento (delle quali restano ancora oggi tracce visibili), per contrastare eventuali sortite delle truppe austriache.
Nel 1780 gli ingegneri militari della Repubblica di Genova ipotizzarono la costruzione su questi colli di una struttura difensiva permanente, ma all'epoca la proposta non ebbe alcun seguito.
Durante l'assedio del 1800 la zona fu nuovamente teatro di violenti combattimenti tra Francesi e Austriaci, culminati con la battaglia del 30 aprile, quando le truppe francesi del generale Nicolas Soult conquistarono definitivamente queste postazioni; in questi combattimenti rimase ferito Ugo Foscolo, che si era arruolato nella Guardia Nazionale francese.
La costruzione di fortilizi permanenti, riproposta dai Francesi durante la dominazione napoleonica ma ancora una volta non attuata, fu poi ripresa dal Genio Militare Sardo dopo l'annessione della Repubblica Ligure napoleonica al Regno di Sardegna, decisa dal Congresso di Vienna nel 1814.
Il forte Fratello Minore fu costruito a partire dal 1816 e inizialmente, come il Fratello Maggiore e il Puin, era costituito da una semplice torre quadrata. Solo nel 1830 fu decisa l'aggiunta del recinto bastionato.
Alla fine dell'Ottocento il forte, ritenuto non più strategico dalle autorità militari, fu abbandonato, per essere poi utilizzato, durante la seconda guerra mondiale come alloggio del responsabile della postazione contraerea posizionata sui ruderi del "Fratello Maggiore".
Attualmente abbandonato, è liberamente accessibile ma in condizioni di degrado.

## Come arrivare
Il forte può essere raggiunto solo a piedi, in circa un'ora di cammino dal Forte Sperone , raggiungendo prima il Forte Puin e imboccando subito dopo una breve strada militare che devia dal percorso principale, che conduce al Forte Diamante.
Può essere raggiunto in circa un'ora anche per sentiero da Begato o da Geminiano, paesi della Val Polcevera raggiungibili in automobile o con mezzi pubblici urbani.